# Shiseido

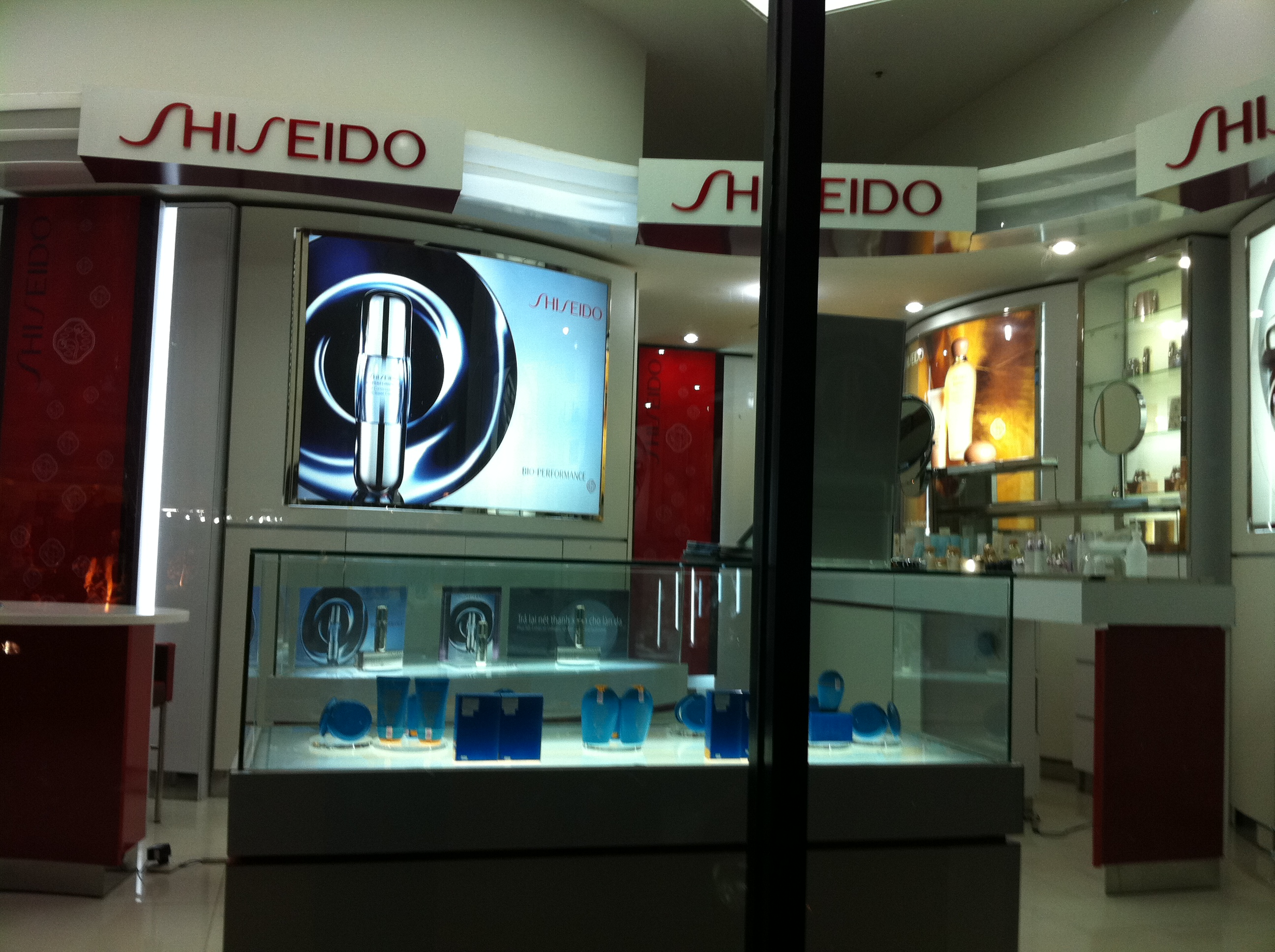
Cửa hàng Shiseido tại Hà Nội, Việt Nam

Công ty TNHH Shiseido (株式会社資生堂 Kabushiki-gaisha Shiseidō) (phát âm tiếng Nhật: [ɕise̞e̞ꜜdo̞̟ː]) là một nhà sản xuất mỹ phẩm lớn của Nhật Bản. Đây cũng là một trong những công ty mỹ phẩm lâu đời nhất thế giới. Được thành lập năm 1872, công ty đã kỷ niệm 140 tuổi vào năm 2012. Shiseido là công ty mỹ phẩm lớn nhất Nhật Bản và lớn thứ 4 thế giới.

## Lịch sử
Arinobu Fukuhara, từng là dược sĩ của Hải quân Đế quốc Nhật Bản, thành lập hãng dược phẩm Shiseido năm 1872.